# Skogsbygdens socken
Skogsbygdens socken i Västergötland ingick i Kullings härad, ingår sedan 1952 i Vårgårda kommun. De hette fram till 1910 Norska (eller Nårska) Skogsbygden   och motsvarar från 2016 Skogsbygdens distrikt.
Socknens areal är 39,85 kvadratkilometer varav 38,56 land. År 2000 fanns här 344 invånare.  Socknen hade ingen egen kyrka utan använde Nårunga kyrka som sockenkyrka.

## Administrativ historik
Församlingens dopbok finns från 1713 och husförhörsbok från 1724. Sockenstämmoprotokoll finns från 1763 men socknen blev helt fristående först 1825 med egen jordebokssocken utbruten ur Nårunga socken. Namnet var före 21 oktober 1910 Nårska Skogsbygdens socken (tidigare Norska Skogsbygdens socken). 
Vid kommunreformen 1862 övergick socknens ansvar för de kyrkliga frågorna till Skogsbygdens församling och för de borgerliga frågorna bildades Skogsbygdens landskommun.  Landskommunen inkorporerades 1952 i Vårgårda landskommun som 1971 ombildades till Vårgårda kommun. Församlingen uppgick 2006 i Nårunga församling.
1 januari 2016 inrättades distriktet Skogsbygden, med samma omfattning som församlingen hade 1999/2000.  
Socknen har tillhört län, fögderier, tingslag och domsagor enligt vad som beskrivs i artikeln Kullings härad. De indelta soldaterna tillhörde Västgöta-Dals regemente, Kullings kompani.

## Geografi och natur
Skogsbygdens socken ligger öster om Alingsås. Socknen är en kuperad skogsbygd.
Ljungås naturreservat är ett kommunalt naturreservat. Största insjö är Mörkabosjö.

## Fornlämningar
Från järnåldern finns ett fåtal stensättningar.

## Befolkningsutveckling
Statistiken sträcker sig från 1860 då befolkningen uppgick till 571 och 1880 var den fortfarande 573 varefter den minskade till 219 1970 då den var som minst under 1900-talet. Därefter ökade folkmängden på nytt till 335 1990.

## Namnet
Namnet skrevs 1540 Nårwnga skoga och 1550 Norska skobygd. Namnet avsåg tidigast ett skogsområde, "Nårungabornas skogsbygd"'.. Förledet Norska/Nårska ströks ur den officiella benämningen år 1910, varefter socknen/distriktet heter endast Skogsbygden.

## Kända personer
- Eric Erickson, professionell basebollspelare i USA med 145 matcher i Major League Baseball